# Diocesi di Cincari
La diocesi di Cincari (in latino Dioecesis Cincaritana) è una sede soppressa e sede titolare della Chiesa cattolica.

## Storia
Cincari, identificabile con le rovine di Bordj-Toum nell'odierna Tunisia e nota solo per i documenti ecclesiastici, è un'antica sede episcopale della provincia romana dell'Africa Proconsolare, suffraganea dell'arcidiocesi di Cartagine.
Sono solo due i vescovi conosciuti di questa antica sede episcopale. Alla conferenza di Cartagine del 411, che vide riuniti assieme i vescovi cattolici e donatisti dell'Africa, parteciparono per parte cattolica il vescovo Restituto, e per parte donatista il vescovo Campano.
Dal 1933 Cincari è annoverata tra le sedi vescovili titolari della Chiesa cattolica; dal 6 ottobre 1992 il vescovo titolare è Frumencio Escudero Arenas, già vicario apostolico di Puyo.

## Cronotassi dei vescovi
- Restituto † (menzionato nel 411)
  - Campano † (menzionato nel 411) (vescovo donatista)

## Cronotassi dei vescovi titolari
- Manuel Castro Ruiz † (21 luglio 1965 - 20 settembre 1969 nominato arcivescovo di Yucatán)
- Ricardo Blanco Granda † (17 novembre 1969 - 2 agosto 1986 deceduto)
- Crispian Hollis (13 febbraio 1987 - 6 dicembre 1988 nominato vescovo di Portsmouth)
- José Andrés Corral Arredondo † (16 gennaio 1989 - 11 luglio 1992 nominato vescovo di Parral)
- Frumencio Escudero Arenas, dal 6 ottobre 1992